# Henry D. Moorman

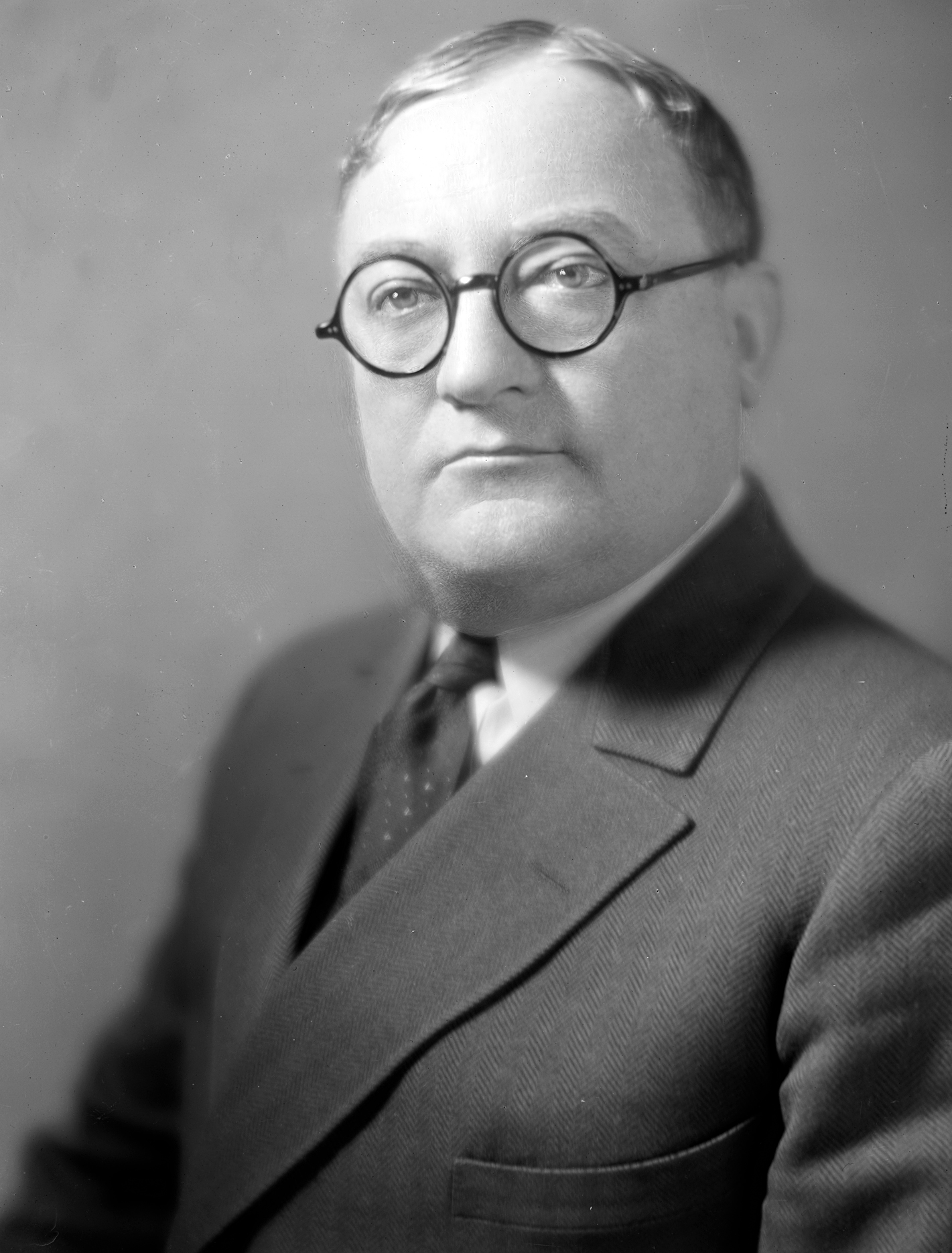
Henry D. Moorman

Henry DeHaven Moorman (* 9. Juni 1880 bei Glen Dean, Breckinridge County, Kentucky; † 3. Februar 1939 in Hot Springs, Arkansas) war ein US-amerikanischer Politiker. Zwischen 1927 und 1929 vertrat er den Bundesstaat Kentucky im US-Repräsentantenhaus.

## Werdegang
Henry Moorman besuchte die öffentlichen Schulen seiner Heimat. Nach einem anschließenden Jurastudium und seiner im Jahr 1900 erfolgten Zulassung als Rechtsanwalt begann er in Hardinsburg in diesem Beruf zu praktizieren. Neben seiner Anwaltstätigkeit arbeitete er außerdem in der Landwirtschaft und im Bankgewerbe. Zwischen 1905 und 1909 war Moorman Bezirksrichter im Breckinridge County. Von 1914 bis 1927 fungierte er als Staatsanwalt im neunten Gerichtsbezirk. Seine Laufbahn wurde zweimal durch Kriege unterbrochen. So war er während des Spanisch-Amerikanischen Krieges von 1898 als Soldat in Puerto Rico im Einsatz. Während des Ersten Weltkrieges war er erneut Soldat der United States Army. Dabei war er unter anderem in der Rechtsabteilung tätig.
Moorman war Mitglied der Demokratischen Partei. Bei den Kongresswahlen des Jahres 1926 wurde er im vierten Wahlbezirk von Kentucky in das US-Repräsentantenhaus in Washington, D.C. gewählt, wo er am 4. März 1927 die Nachfolge von Ben Johnson antrat. Da er bei den Wahlen des Jahres 1928 dem Republikaner John D. Craddock unterlag, konnte er bis zum 3. März 1929 nur eine Legislaturperiode im Kongress absolvieren.
Nach dem Ende seiner Zeit im US-Repräsentantenhaus arbeitete Henry Moorman wieder als Anwalt in Hardinsburg. Er starb am 3. Februar 1939 während eines Besuchs in Arkansas und wurde in Hardinsburg beigesetzt.